# Карчьери, Дональд
Дональд «Дон» Карчьери (англ. Donald «Don» Carcieri, 16 декабря 1942, Ист-Гринуич, Род-Айленд) — американский политик, представляющий Республиканскую партию. 73-й губернатор штата Род-Айленд в 2003—2011 годах.

## Биография
Карчьери родился и вырос в Ист-Гринуиче, штат Род-Айленд, в семье Маргариты (урожденной Андерсон) и Никола Карчьери, футбольного и баскетбольного тренера в средней школе Ист-Гринвич. Его отец — италоамериканец, а мать — американская шведка. Карчьери в школе играл в бейсбол, баскетбол и футбол, и получил стипендию в колледже. Он получил степень бакалавра в области международных отношений в Брауновском университете.
После получения образования Карчьери работал учителем математики в школах Ньюпорта, Род-Айленд и Конкорда, Массачусетс. Позже он стал банкиром и бизнесменом, занял пост исполнительного вице-президента банка Old Stone Bank.
В 1981 году Карчьери и его семья переехали в Кингстон, Ямайка, где он работал в Католической службе помощи. Два года спустя он вернулся в Род-Айленд и стал топ-менеджером компании Cookson Group. Со временем Карчьери стал содиректором компании и главным исполнительным директором дочерней компании Cookson America. По просьбе Карчьери компания перенесла американскую штаб-квартиру в Провиденс.
На губернаторских выборах 2002 года Карчьери обошёл своего соперника от Демократической партии Мёрта Йорка, набрав 54,8 % голосов против 45,2 % у соперника, и стал губернатором Род-Айленда. На выборах 2006 года его переизбрали на второй срок, Карчьери победил демократа Чарльза Фогэрти (50,9 % и 48,9 % голосов соответственно).

## Личная жизнь
Карчьери женат на Сьюзан Карчьери, у них 4 детей и 14 внуков.